# Templo de A-Má

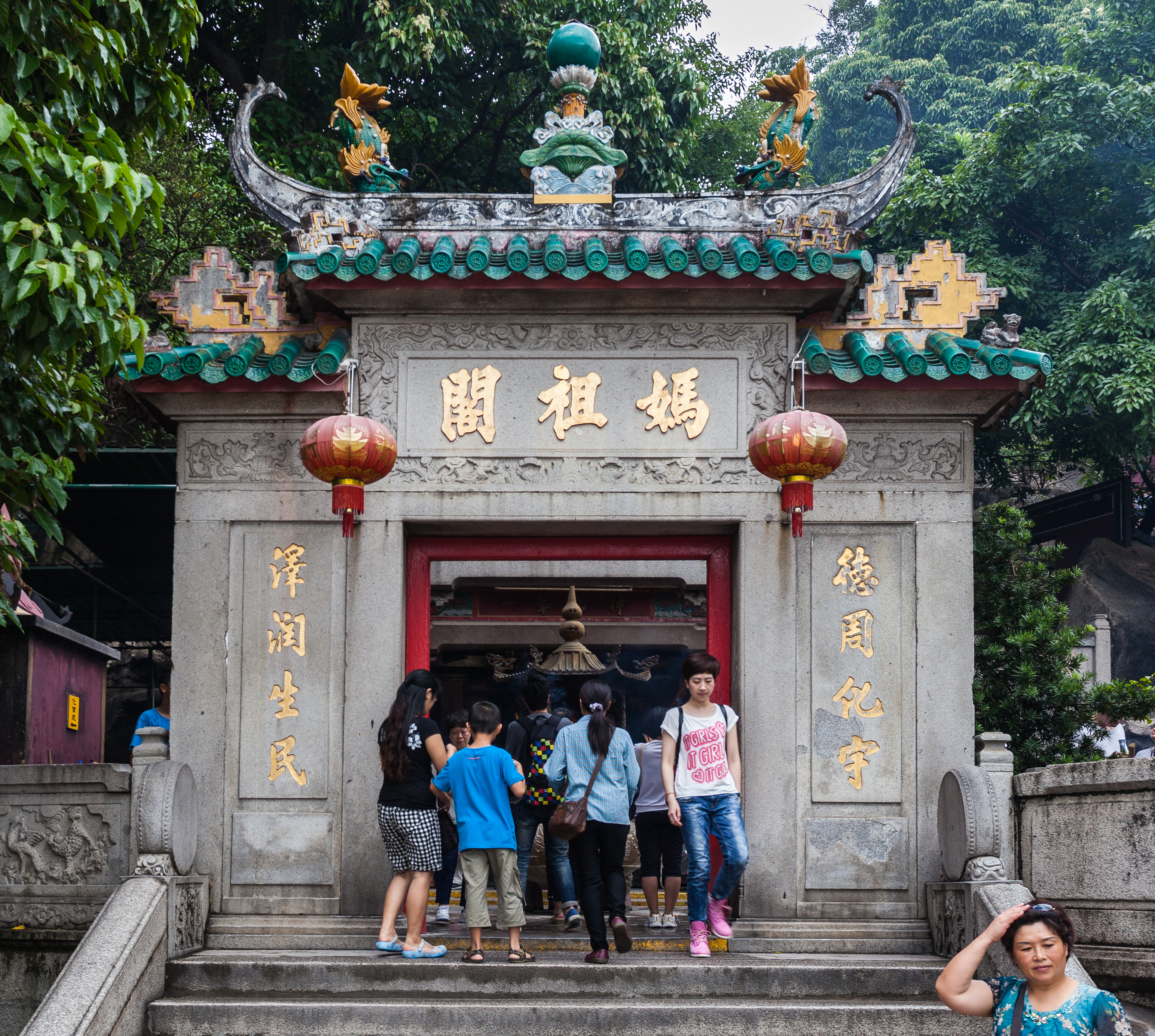
Porta principal do Templo de A-Má

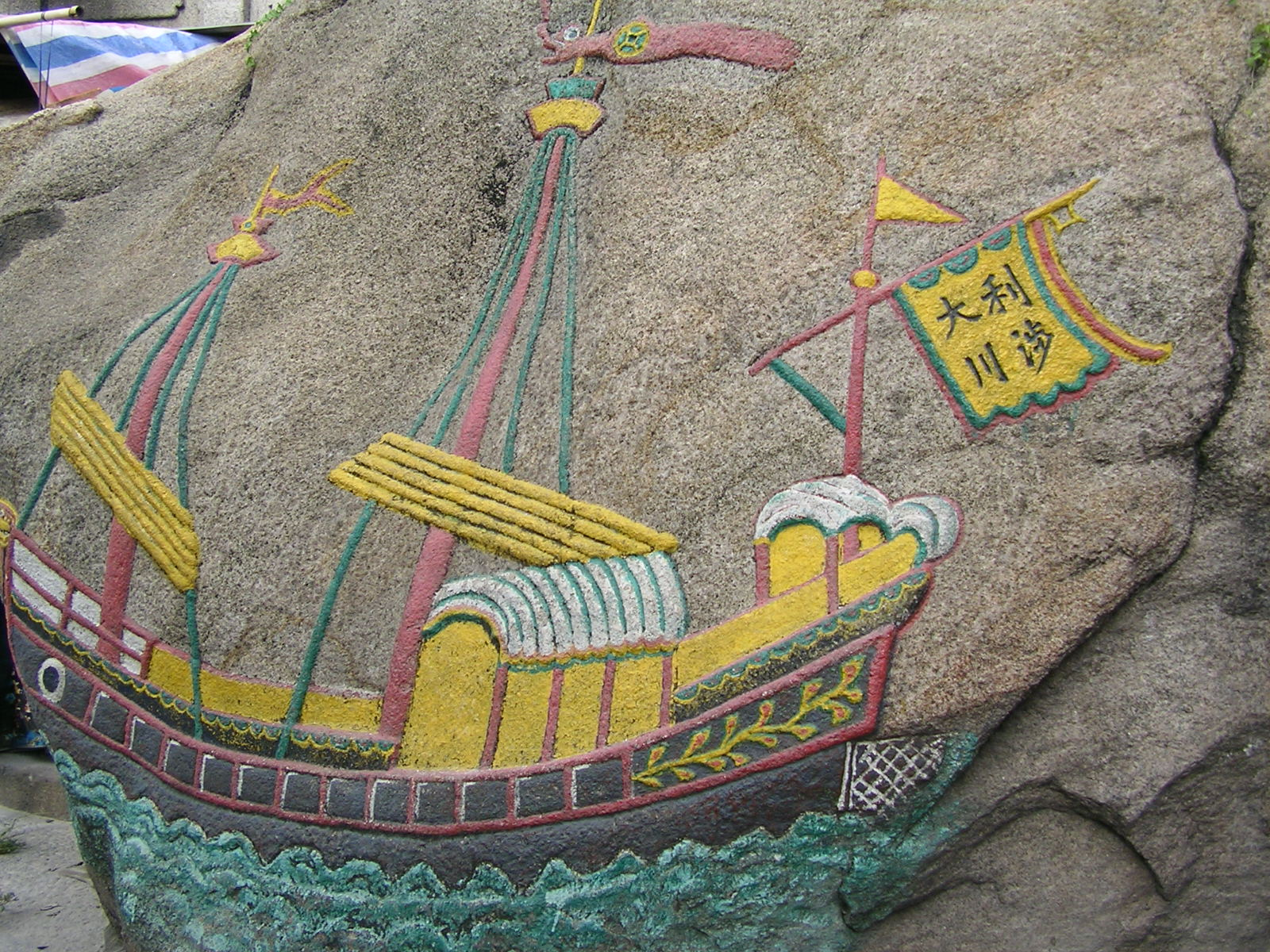
Uma pintura desenhada numa rocha existente no Templo. Crê-se que o barco desenhado na rocha era possuido por um explorador europeu

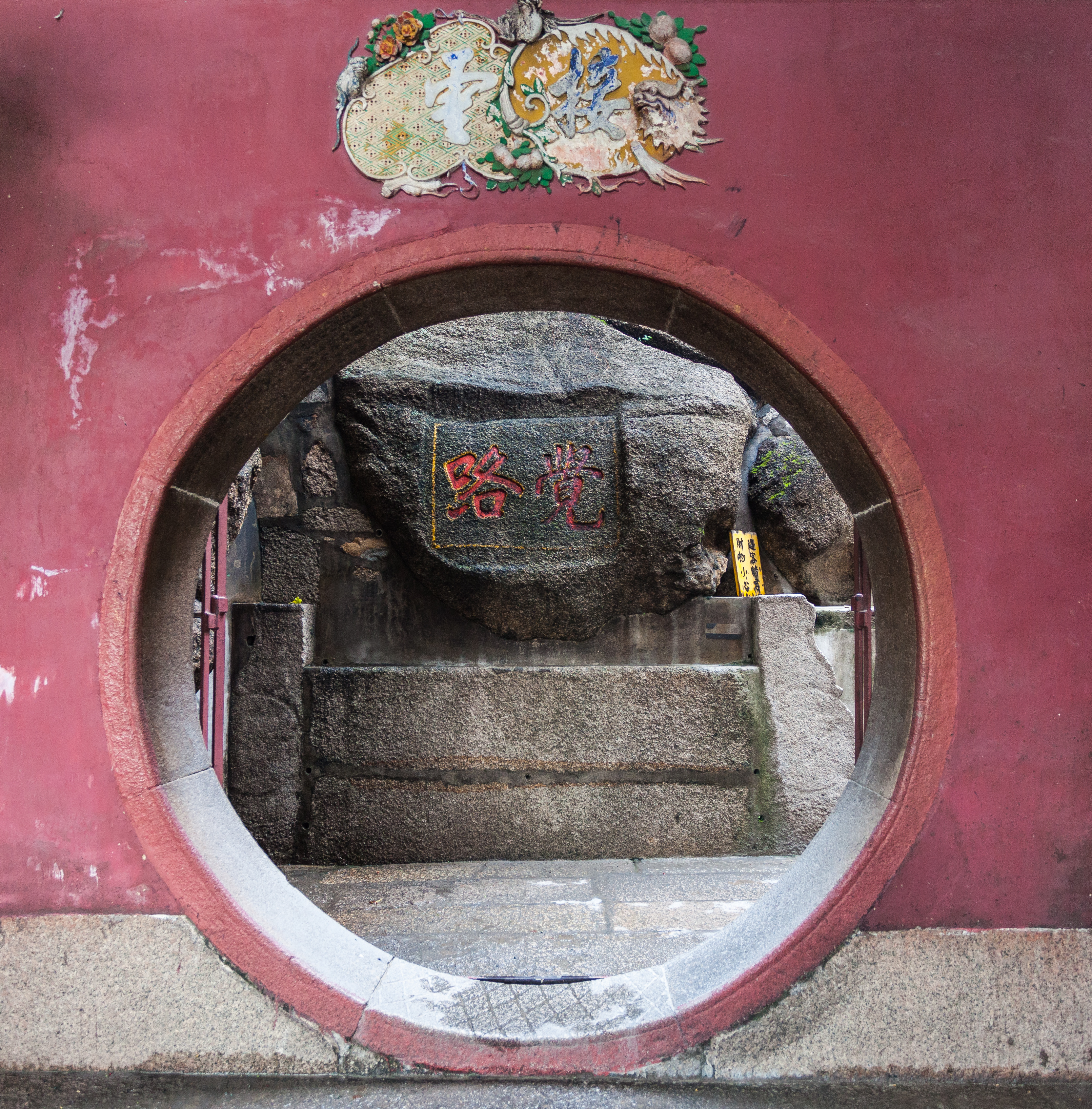
Detalhe no interior do templo

O Templo de A-Má, que se localiza à entrada do Porto Interior (no extremo-sul da Península de Macau), a meio da encosta poente da Colina da Barra, já existia antes da própria Cidade de Macau ter nascido. Especula-se que o templo foi construído pelos pescadores chineses residentes de Macau no séc. XV, para homenagear e adorar a Deusa A-Má (Deusa do Céu), chamada também de Tin Hau, Mazu ou Matsu. Esta divindade taoísta é muito venerada em todo o Sul da China e em várias partes do Sudeste Asiático e é considerada como a protectora dos pescadores e marinheiros. Crê-se que os portugueses desembarcaram pela primeira vez em Macau, possivelmente no ano de 1554 ou 1557, precisamente à entrada do Porto Interior, também chamada pelos pescadores chineses de "Baía de A-Má". Segundo as lendas do séc. XVI, o nome da Cidade deriva precisamente da palavra em cantonense "A-Má-Gau", que significa literalmente Baía de A-Má.
O Templo de A-Má está incluído na Lista dos monumentos históricos do "Centro Histórico de Macau", por sua vez incluído na Lista do Património Mundial da Humanidade da UNESCO. Pode-se considerar que este templo é o símbolo máximo da cultura chinesa em Macau.
É composto pelo Pavilhão do Pórtico, o Arco Memorial, o Pavilhão de Orações, o Pavilhão da Benevolência, o Pavilhão de Guanyin e o Pavilhão Budista Zhengjue Chanlin, cada um disposto harmoniosamente com o ambiente natural circundante e contribuindo para a beleza do conjunto.
Cada pavilhão é dedicado ao culto de uma divindade chinesa, algo que torna o templo um exemplo singular das diversas influências da cultura chinesa, passando pelo taoísmo, confucionismo, budismo e pelas diversas crenças populares.
Os pavilhões datam de épocas diferentes, sendo a configuração actual datada de 1828.
O Pavilhão das Orações, também conhecido por "Primeiro Palácio da Montanha Sagrada", foi construído em granito no ano de 1605 e restaurado no ano de 1828, como indica uma placa de madeira na sua entrada. Este pavilhão, com telhado verde de beirais decorativos de pontas levantadas e janelas com grades, é dedicado à deusa dos navegantes, Tian Hou.
O Pavilhão da Benevolência, de telhado verde semelhante ao do Pavilhão das Orações, data de 1488, pensando-se que pertence à estrutura original do templo. Durante a sua construção, para além de usar granito, foi usado também tijolos. É um pavilhão de menores dimensões, tirando proveito do declive natural da Colina da Barra.
Um pouco acima, na mesma colina, encontra-se o Pavilhão de Guanyin, construído em tijolo. A data da construção deste pavilhão é desconhecida, mas conhece-se a data da sua restauração que foi realizada no ano de 1828, como indica uma placa de madeira na zona da sua entrada.
O Pavilhão Budista foi também restaurado no ano de 1828. É de maior dimensão e mais refinado em termos dos pormenores arquitectónicos. Possui um santuário dedicado à deusa dos navegantes, com uma estrutura de quatro pilares, assim como uma área de retiro. A fachada é ornamentada com uma porta em forma de lua, com esculturas de várias cores a decorá-la.
O Pavilhão do Pórtico foi construído em granito, com cerca de quatro metros e meio de altura. Possui decorações representando animais em cerâmica nos beirais do telhado de pontas levantadas e noutras secções. Perto da sua porta principal, guardado por um par de leões em pedra, encontra-se o Arco Memorial que conduz os crentes ao Pavilhão de Orações, que se encontra em frente ao Pavilhão da Benevolência. O Arco e estes 3 pavilhões encontram-se alinhados no mesmo eixo.